# Ulkokarvo (udde)
Ulkokarvo är en udde i Finland.   Den ligger i den ekonomiska regionen  Uleåborgs ekonomiska region  och landskapet Norra Österbotten, i den centrala delen av landet, 500 km norr om huvudstaden Helsingfors.
Terrängen inåt land är mycket platt. Havet är nära Ulkokarvo österut.  Närmaste större samhälle är Karlö, 6,9 km väster om Ulkokarvo. 